# Konanakurike, Pavagada
Konanakurike là một làng thuộc tehsil Pavagada, huyện Tumkur, bang Karnataka, Ấn Độ.